# Schiffssetzung auf Endelave
 Die Schiffssetzung auf Endelave wurde im Jahre 2010 im Rahmen einer archäologischen Untersuchung von 78 verstreut liegenden Steinen an Endelaves Nordspitze „Øvre“ entdeckt.

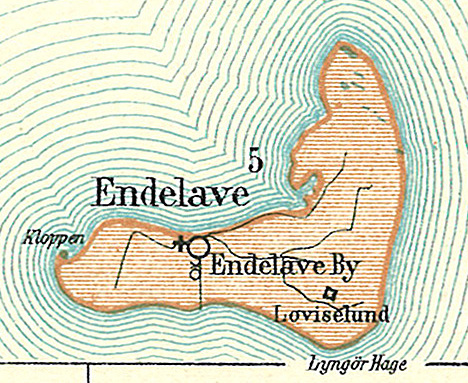
Karte von 1900

Endelave ist eine dänische Insel, die etwa zehn Kilometer vom jütländischen Festland entfernt im südwestlichen Teil des Kattegat nördlich von Fyn (dt.: Fünen) in der Region Midtjylland liegt. Die niedrige und flache Insel hat eine Größe von 13,08 km². 

## Beschreibung
2010 begonnene Studien haben gezeigt, dass eine Sammlung großer Felsen an Endelaves Nordspitze zu einer Schiffssetzung (dänisch skibssætning) aus der Wikingerzeit (800–1050 n. Chr.) gehören. Während der Untersuchung fanden sich die Spuren der Bestattung einer Frau, die etwa 860 n. Chr. erfolgte. Aufgrund der Bestattungen betrachten es die Archäologen als sicher, dass es hier eine – oder mehrere – Schiffssetzungen gab. In Jütland gibt es heute nur noch vier weitere Plätze mit Schiffssetzungen: Bække, Jelling, Højstrup und Lindholm, aber einige liegen wie Endelave auf landnahen Inseln wie Hjarnø.